# Crispin Glover

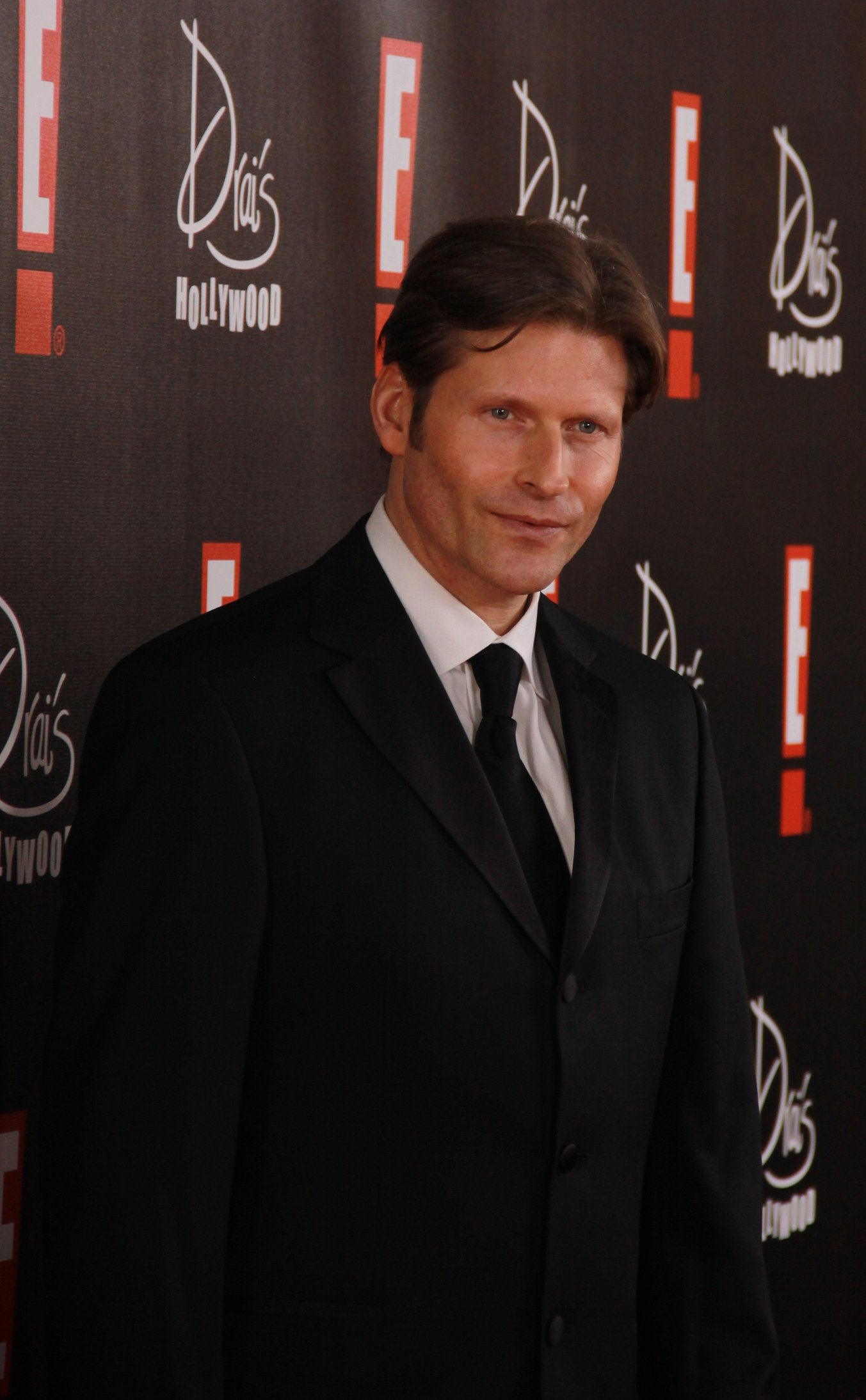
Glover v Hollywoodu v březnu 2010

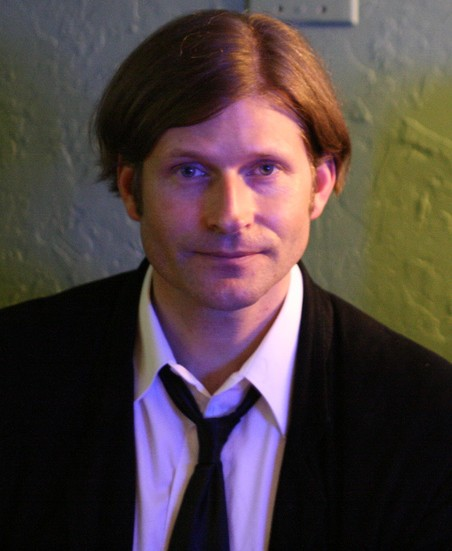
Glover v září 2008

Crispin Hellion Glover (* 20. dubna, 1964, New York City, New York, USA) je americký herec, producent, spisovatel, hudební skladatel, režisér a scenárista, syn herce Bruce Glovera.
Ačkoliv se narodil v New Yorku, své dětství prožil v jižní Kalifornii. Střední školu absolvoval v Beverly Hills, kam docházel společně se svým vrstevníkem Nicolasem Cagem. Stali se z nich celoživotní kamarádi. Posléze si oba také společně poprvé zahráli v seriálu Best of Times a dalších filmech.
Herectví se věnuje již od dětství, kdy se začal objevovat v sitcomech a televizních seriálech, např. v muzikálovém seriálu Za zvuků hudby. Svoji první filmovou roli ztvárnil ve snímku My Tutor. V roce 1984 vystupoval ve filmu O závod s Měsícem. Téhož roku si zahrál i v hororu Pátek třináctého 4. Jeho první výraznější role se dostavila ve známém sci-fi snímku Roberta Zemeckise Návrat do budoucnosti, která z něj udělal hollywoodskou hereckou hvězdu.
Další známou rolí se stal snímek Zběsilost v srdci (Wild at Heart) režiséra Davida Lynche z roku 1990,
kde si zahrál zápornou roli psychotického maniaka. Následovaly další menší vedlejší záporné role. Později vytvořil další hlavní role.
Ve filmu The Doors ztvárnil například postavu avantgardního výtvarníka Andyho Warhola.
V roce 1995 debutoval i jako režisér surrealistickým nízkorozpočtovým snímkem What Is It?, který se natáčel 10 let.
V roce 2010 vystupoval v Burtonově disneyovské pohádce Alenka v říši divů, kde si zahrál jednu z 5 hlavních postav snímku, zápornou postavu srdcového kluka (spodka) Steyna.
Vlastní zámek Konárovice.

## Spisovatel
Kromě herectví se úspěšně věnuje také spisovatelské činnosti, který vydal již nejméně 15 knih.

### Intervia
(anglicky)
- 2007 Crispin Glover Video Interview with InterviewingHollywood.com Archivováno 17. 2. 2015 na Wayback Machine.
- Willard-era interview, film stills
- 1992 Crispin Glover in Interview Magazine
- Crispin Glover interview with Aintitcool.com's Capone, re: What Is It and Beowulf, published November 2006
- Transcript of Glover's first appearance on Late Night with David Letterman
- SuicideGirls Video Interview with Crispin Glover
- The Onion A.V. Club Interview with Crispin Glover Archivováno 16. 9. 2008 na Wayback Machine.
- Maxim.com Interview with Crispin Glover Archivováno 18. 12. 2007 na Wayback Machine. November 2007 Maxim.com Interview with Crispin Glover
- December 2007 SuicideGirls interview with actor Crispin Glover
- TomGreen.com[nedostupný zdroj] Tom Green Live! with Crispin Glover, September 2006